# Энджелсон, Женевьев
Женевье́в Ро́уз Э́нджелсон (англ. Genevieve Rose Angelson, род. 13 апреля 1987, Нью-Йорк) — американская актриса. Наиболее известна по роли Пэтти Робинсон в телесериале «Образцовые бунтарки».

## Ранняя жизнь
Энджелсон родилась в семье юриста и бизнесмена Марка Энджелсона и его жены Линн. У Энджелсон есть две старшие сестры, Джессика и Мередит. В 2012 году она окончила Школу искусств Тиша Нью-Йоркского университета. Она также посещала программу Северо-Западного университета.

## Карьера
В сентябре 2013 года Энджелсон присоединилась к актёрскому составу телесериала «Обитель лжи» в роли Кейтлин Хобарт. В 2014 году она заменила Мэми Гаммер в роли детектива Николь Грейвли в телесериале «Бэкстром».
Она сыграла Нину в постановке пьесы «Ваня и Соня и Маша и Спайк» Кристофера Дюранга, которая получила премию «Тони» за лучшую пьесу в 2013 году.
В 2016 году Энджелсон снялась в оригинальном сериале Amazon Video «Восстание хороших девочек», сериал был закрыт Amazon после первого сезона.

## Фильмография
| Год       |     | Русское название                    | Оригинальное название             | Роль                              |
| --------- | --- | ----------------------------------- | --------------------------------- | --------------------------------- |
| 2009      | с   | Армейские жёны                      | Army Wives                        | Хезер Уоткинс                     |
| 2010      | ф   | Открытая пятёрка                    | Open Five                         | Роуз                              |
| 2013      | с   | Болота                              | The Glades                        | Анна Стил                         |
| 2013      | с   | Хорошая жена                        | The Good Wife                     | Тара Бач                          |
| 2013      | кор | Ниагара                             | Niagara                           | Женевьев                          |
| 2014      | с   | Обитель лжи                         | House of Lies                     | Кейтлин Хобарт                    |
| 2014      | ф   | Пятёрка лидеров                     | Top Five                          | студентка Колумбийского           |
| 2015      | ф   | Правдивая история                   | Top Five                          | Тина Алвис                        |
| 2015      | с   | Бэкстром                            | Backstrom                         | детектив Николь Грейвли           |
| 2015—2016 | с   | Образцовые бунтарки                 | Good Girls Revolt                 | Пэтти Робинсон                    |
| 2017      | кор |                                     | Odd Girl Out                      | Эмили                             |
| 2018      | ф   | Свободная комната                   | Spare Room                        | Мэгги                             |
| 2018      | с   | Закон и порядок: Специальный корпус | Law & Order: Special Victims Unit | Кайла Морган                      |
| 2019      | с   | Титаны                              | Titans                            | Доктор Ева Уотсон                 |
| 2019—2020 | с   | Пиарщица                            | Flack                             | Рут                               |
| 2021—2022 | с   | Это мы                              | This Is Us                        | Салли Брукс / молодая Салли Брукс |
| 2022      | с   | Вечеринка                           | The Afterparty                    | Индиго                            |
| 2022      | с   | Новый Амстердам                     | New Amsterdam                     | Доктор Миа Кастрис                |
| 2022      | с   | Рассказ служанки                    | The Handmaid's Tale               | Аланис Уилер                      |
| 2023      | ф   | Что ведет меня к тебе               | Which Brings Me to You            | Ева                               |